# Звездин, Александр Григорьевич
Александр Григорьевич Звездин (1903—1997) — сталевар, Герой Социалистического Труда (1943).

## Биография
Родился 19 ноября 1903 года в станице Николаевская (ныне — Успенский район Краснодарского края). После окончания четырёх классов школы работал сначала в родительском хозяйстве, затем в колхозе. В 1932 году Звездин окончил курсы сталеваров в Ростове-на-Дону, после чего работал на строительстве завода «Можрез» в городе Люблино Московской области, а затем стал одним из первых сталеваров мартеновской печи на этом заводе.
За достаточно короткое время Звездин стал одним из лучших сталеваров завода. Благодаря научному подходу к плавке металла, он добился высокой производительности и эффективности производства. Он первым из сталеваров за одну смену из 15-тонной печи выплавил 40 тонн стали, сократив производственный процесс с 5 до 3,5 часов. Несмотря на такой режим работы, печь при норме в 400—450 плавок дала без единого ремонта 717 плавок. В годы Великой Отечественной войны Звездин продолжал держать эффективность плавки в 40 тонн за смену при общей норме выработки в 22 тонны, при этом работая у печи всего с одним подручным. Ему же принадлежали инициативы использовать не донбасский (который был недоступен из-за оккупации этого региона противником), а подмосковный уголь, а также освоить карбюраторный процесс производства. Во многом благодаря этому завод, несмотря на тяжёлые военные условия, непрерывно увеличивал количество выпускаемой продукции.
Указом Президиума Верховного Совета СССР от 5 ноября 1943 года за «особые заслуги в обеспечении перевозок для фронта и народного хозяйства и выдающиеся достижения в восстановлении железнодорожного хозяйства в трудных условиях военного времени» Александр Звездин был удостоен высокого звания Героя Социалистического Труда с вручением ордена Ленина и медали «Серп и Молот» за номером 68.
В 1946 году Звездин окончил Центральные технические курсы МПС СССР, в 1951 году — Московский электромеханический институт инженеров транспорта. Продолжал работу на своём заводе, пройдя путь до заместителя главного металлурга. Избирался депутатом Верховного Совета СССР 2-го созыва. В 1959 году Звездин вышел на пенсию. Проживал в Москве. Умер 29 декабря 1997 года.
Был также награждён рядом медалей.